# فيليرز سميث
فيليرز سميث (بالإنجليزية: Villiers Smith)‏ (30 سبتمبر 1821 - 1 فبراير 1871) هو لاعب كريكت بريطاني (وحمل سابقاً جنسية المملكة المتحدة لبريطانيا العظمى وأيرلندا).